# Everyware
Everyware (informatique omniprésente) est un mot-valise (formé à partir de everywhere et (hard|soft)ware) et un néologisme de l'auteur américain Adam Greenfield pour englober les termes d'informatique ubiquitaire, d'informatique pervasive, d'informatique ambiante et de médias tangibles.